# Andrômeda (Sófocles)
Andrômeda é uma peça de teatro grega, em particular uma tragédia, escrita por Sófocles.

## Enredo
O mito relata que, retornando à Grécia após a luta com Medusa, Perseu passou pela Etiópia e se deparou com Andrômeda presa a um rochedo, junto ao mar. Algum tempo antes, a esposa de Cefeu, o rei da Etiópia, gabou-se de ser mais bela do que as Nereidas, e por isso Poseidon enviou um dilúvio e um terrível monstro marinho para assolar a região. Um oráculo predisse que, se a princesa Andrômeda fosse oferecida ao monstro, o problema cessaria. Pressionado pela população, o rei mandou prender a filha ao rochedo e deixou-a à mercê do monstro. Cefeu prometeu a mão da filha a Perseu, que se apaixonara pela jovem, e o herói matou o monstro, salvou sua prometida e ainda enfrentou e venceu um antigo pretendente de Andrômeda, Fineu, a quem petrificou com a cabeça de Medusa.

## Reconstrução da Peça
Dessa tragédia, restam apenas dez curtos fragmentos e só um deles, o Fr. **133, vem de um papiro (P. Oxy. 2453 fr. 49). Todos os demais vêm de citações e testemunhos indiretos.
A reconstituição do argumento e da estrutura da tragédia baseia-se nos fragmentos, em alguns documentos iconográficos que chegaram até nós e nos dados do mito de Perseu e Andrômeda, conservados notadamente por Eratóstenes (Cat. 17), por Ovídio (Met. 4.663-5.249) e pelo Pseudo-Apolodoro (2.4.3).
Em uma cratera ática de fundo branco do pintor da Fíale (440-435 a.C.), atualmente conservada em Acragás, no Museo Archeologico Nazionale, há uma cena que corresponde, possivelmente, a uma representação da Andrômeda de Sófocles. A cena retrata o momento em que Perseu encontra Andrômeda presa ao rochedo. Os dizeres Εὐαίων καλὸς Αἰσχύλου ("Evaíon, filho de Ésquilo, é belo"), localizado acima da cabeça de Perseu, à direita, possivelmente indicam que esse filho de Ésquilo, que sabemos ter sido ator, pode ter representado o papel de Perseu.

## Estudos
A peça foi representada, pela primeira vez, em data desconhecida. Embora Petersen ache que ela é anterior à Andrômeda de Eurípides (412 a.C.), e talvez anterior à Alceste (438 a.C.), não é possível ter certeza.
Casaubon, Brunck e Ribbeck chegaram a considerar a peça um drama satírico. Contudo, desde os trabalhos de Welcker, os estudiosos reconhecem o caráter trágico da peça.
Petersen realizou um estudo comparativo entre a peça de Sófocles e a peça Alceste, de Eurípides, as tragédias latinas de Ênio e Ácio e várias cenas de vasos que podem representar, em certa extensão, cenas da peça. Sua reconstrução, embora altamente conjetural, dada a pobreza dos fragmentos, é ainda a mais aceita. A cena representava, provavelmente, o rochedo junto ao mar, e a tragédia começa com Cefeu e um séquito prendendo Andrômeda ao rochedo. Logo depois, talvez, a jovem se lamenta, talvez sozinha ou junto à mãe, Cassiopeia. A seguir, quando Andrômeda está só (ou antes, durante seu apresamento), Perseu se aproxima e a encontra. Posteriormente, ele faz o acordo com Cefeu, vence Fineu (talvez um mensageiro apareça para noticiar) e vai-se embora com a princesa. É possível e provável que Sófocles tenha mostrado, em alguma parte, um ἀγών entre Perseu e Fineu, para contrapor a coragem e a superioridade moral do jovem grego à covardia do bárbaro, que não se arriscou para salvar a noiva, mas veio reclamá-la quando a viu salva (o tema da superioridade grega não é raro em Sófocles). O protagonista deve ter representado Perseu ou Andrômeda. Nada sabemos do coro.
O Fr. 126 é o único que podemos relacionar, com certeza, a uma das partes da tragédia que menciona o sacrifício (= Hsch. κ 3859):
κούρειον ἡιρέθη πόλει· νόμος γάρ ἐστι τοῖσι βαρβάροις Κρόνωι θυηπολεῖν βρότειον ἀρχῆθεν(?) γένος. (Ela foi designada vítima sacrificial pela pólis, pois há um costume, desde os tempos antigos, entre esses Bárbaros de sacrificar a Cronos um ser humano.)
Note-se que a exposição de Andrômeda ao monstro é efetivamente reconhecida como um sacrifício humano. O fragmento é declamado, provavelmente, por alguém que coloca Perseu a par dos acontecimentos.